# ATP-toernooi van Búzios
Het ATP-toernooi van Búzios (ook bekend als Kolynos Cup) was een tennistoernooi van de ATP-Tour dat in 1991 en 1992 plaatsvond op outdoor hardcourtbanen.

## Finales

### Enkelspel
| Datum      | Winnaar      | Runner-up             | Uitslag       |         |
| ---------- | ------------ | --------------------- | ------------- | ------- |
| 02-11-1992 | Jaime Oncins | Luis-Henrique Herrera | 6-3, 6-2      | Details |
| 28-10-1991 | Jordi Arrese | Jaime Oncins          | 1-6, 6-4, 6-0 | Details |

### Dubbelspel
| Datum      | Winnaar                     | Runners-up                    | Uitslag       |         |
| ---------- | --------------------------- | ----------------------------- | ------------- | ------- |
| 02-11-1992 | Maurice Ruah Mario Tabares  | Mark Keil Tom Mercer          | 7-6, 6-7, 6-4 | Details |
| 28-10-1991 | Sergio Casal Emilio Sánchez | Javier Frana Leonardo Lavalle | 4-6, 6-3, 6-4 | Details |

ITF-toernooien (mannen en vrouwen)

ATP-toernooien (mannen) – ATP-seizoen 2025

WTA-toernooien (vrouwen) – WTA-seizoen 2025

Voormalige toernooien mannen
Voormalige toernooien vrouwen
Voormalige amateurtoernooien
1991 · 1992